# El cuarto de atrás
El cuarto de atrás es la sexta novela de la escritora española de origen salmantino Carmen Martín Gaite (1925-2000). Con esta obra, escrita en clave de memorias, relato de misterio y reflexión sobre el proceso creador, la autora obtuvo el Premio Nacional de Narrativa de 1978. 

## Argumento
En una noche desapacible, una narradora identificada con Martín Gaite recibe la visita de un misterioso personaje con ropas negras. A partir de la relación con dicho personaje, la narradora va sacando a relucir sus recuerdos de juventud, unas veces en escenarios reales como las calles de su Salamanca natal, otras veces imaginarios como la isla de Bergai.

## Personajes
- Carmen (protagonista): En la novela la narradora es el personaje principal. Lleva a cabo un análisis introspectivo en el que recuerda su infancia (la cual coincidió con la guerra civil), su adolescencia y juventud. Se trata de un viaje ficticio al interior de ella misma para intentar explicarse y comprenderse a sí misma. Carmen es la autora, narradora y protagonista. su personalidad se va descubriendo a través de los recuerdos que narra. Para dar sentido a su propia identidad, Carmen, cuenta su historia a un interlocutor que aparece bajo el apelativo de "hombre de negro".
- Alejandro (el hombre de negro): en realidad es un pretexto de la autora-narradora-protagonista para dar rienda suelta a su fantasía. Es una figura simbólica, un instrumento de la narración.
- Carola: Es la mujer que llama por teléfono. Andaluza, de Puerto Real (Cádiz), permite a la narradora conocer otra imagen del "hombre de negro" con el que tiene una relación misteriosa. Es un personaje extrovertido, casi cómico con ciertos aires de personaje de folletín.
- La hija: Aparece en el último capítulo. Se refiere a su propia hija Marta, que estudia segundo curso de la carrera de Filología en la universidad y lee a un autor cuyas obras Martín Gaite tradujo en la vida real. Es, por tanto, un personaje autobiográfico  tratado con gran dulzura y que le trae a la realidad.

### Versión teatral
En el año 2025 se estrenó la versión teatral de este libro, con dramaturgia de María Folguera y la dirección de Rakel Camacho.